# Paperblog
Paperblog es una plataforma de información multilingue en Internet que administra el contenido de los blogs inscritos clasificándolos en una veintena de categorías (viajes, ciencia, cultura, ocio, tecnología, comunicación, gastronomía). Dicho contenido está formado por artículos de blogueros que colaboran con el proyecto.
El objetivo de la plataforma radica en crear un proyecto común de periodismo ciudadano con los 20.000 colaboradores al difundir sus artículos, evitando así que queden relegados a lugares recónditos de la red.

## Funcionamiento
Los artículos se seleccionan a través de la utilización de tres filtros: 1)  Las herramientas informáticas que analizan la estructura del texto; 2) Las preferencias expresadas por los usuarios que navegan en la plataforma; 3) El personal editorial que lee y clasifica el contenido organizándolo en las diferentes revistas.

## Historia

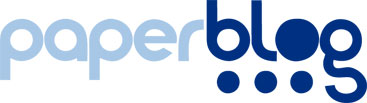
Logotipo.

Paperblog nació como iniciativa privada e independiente, con el objetivo de implantar un nuevo concepto de información en Internet.
Su creador y fundador, Nicolas Verdier, lanzó la primera versión (Paperblog Francia) el 4 de julio de 2007. Tras el éxito de esta, el proyecto creció con la emisión de nuevas versiones en otros idiomas: alemán, español, italiano, portugués e inglés.
El conjunto de páginas de Paperblog recibe aproximadamente ocho millones de visitas mensuales.

## Modelo económico
Paperblog es gratuito tanto para lectores como para blogueros. La plataforma está asociada con Google y está financiada en su totalidad por los ingresos publicitarios, en particular mediante el uso del sistema  AdSense y Doubleclick for Publisher.